# Campeonato Mundial Júnior de Patinação Artística no Gelo de 2005
O Campeonato Mundial Júnior de Patinação Artística no Gelo de 2005 foi a trigésima edição do Campeonato Mundial Júnior de Patinação Artística no Gelo, um evento anual de patinação artística no gelo organizado pela União Internacional de Patinação (em inglês:  International Skating Union) onde os patinadores artísticos competem pelo título de campeão mundial júnior. A competição foi disputada entre os dias 28 de fevereiro e 6 de março, na cidade de Kitchener, Ontário, Canadá.

## Eventos
- Individual masculino
- Individual feminino
- Duplas
- Dança no gelo

## Medalhistas
| Evento                        | Ouro                                             | Prata                                 | Bronze                                        |
| Individual masculino detalhes | Nobunari Oda · Japão                             | Yannick Ponsero · França              | Sergei Dobrin · Rússia                        |
| Individual feminino detalhes  | Mao Asada · Japão                                | Kim Yu-Na · Coreia do Sul             | Emily Hughes · Estados Unidos                 |
| Duplas detalhes               | Maria Mukhortova · Maxim Trankov · Rússia        | Jessica Dubé · Bryce Davison · Canadá | Tatiana Kokoreva · Egor Golovkin · Rússia     |
| Dança no gelo detalhes        | Morgan Matthews · Maxim Zavozin · Estados Unidos | Tessa Virtue · Scott Moir · Canadá    | Anastasia Gorshkova · Ilia Tkachenko · Rússia |

## Resultados

### Individual masculino
| Pos.                                                  | Nome                  | Nacionalidade    | Pontos | QA         | QB         | PC         | PL         |
| ----------------------------------------------------- | --------------------- | ---------------- | ------ | ---------- | ---------- | ---------- | ---------- |
| Medalha de ouro                                       | Nobunari Oda          | Japão            | 196.42 | 121.30 (1) |            | 64.33 (2)  | 132.09 (1) |
| Medalha de prata                                      | Yannick Ponsero       | França           | 185.45 | 109.34 (3) |            | 64.90 (1)  | 120.55 (2) |
| Medalha de bronze                                     | Sergei Dobrin         | Rússia           | 179.02 |            | 104.80 (5) | 60.18 (3)  | 118.84 (4) |
| 4                                                     | Jordan Brauninger     | Estados Unidos   | 178.32 |            | 110.58 (2) | 59.00 (5)  | 119.32 (3) |
| 5                                                     | Guan Jinlin           | China            | 166.45 |            | 90.42 (8)  | 57.04 (6)  | 109.41 (5) |
| 6                                                     | Yasuharu Nanri        | Japão            | 162.94 | 96.34 (7)  |            | 59.60 (4)  | 103.34 (9) |
| 7                                                     | Patrick Chan          | Canadá           | 161.01 | 110.22 (2) |            | 53.24 (11) | 107.77 (6) |
| 8                                                     | Shaun Rogers          | Estados Unidos   | 160.73 |            | 107.64 (4) | 55.72 (7)  | 105.01 (7) |
| 9                                                     | Alban Préaubert       | França           | 153.03 |            | 108.00 (3) | 55.12 (8)  | 97.91 (12) |
| 10                                                    | Christopher Mabee     | Canadá           | 153.02 | 72.12 (14) |            | 54.78 (9)  | 98.24 (11) |
| 11                                                    | Jérémie Colot         | França           | 152.82 | 101.50 (4) |            | 48.36 (16) | 104.46 (8) |
| 12                                                    | Viktor Pfeifer        | Áustria          | 152.57 | 97.28 (6)  |            | 52.97 (12) | 99.60 (10) |
| 13                                                    | Adrian Schultheiss    | Suécia           | 145.96 | 100.50 (5) |            | 54.71 (10) | 91.25 (15) |
| 14                                                    | Przemysław Domański   | Polônia          | 139.14 |            | 95.10 (7)  | 45.60 (18) | 93.54 (13) |
| 15                                                    | Juan Legaz            | Espanha          | 138.88 | 79.90 (9)  |            | 50.42 (13) | 88.46 (16) |
| 16                                                    | Elliot Hilton         | Reino Unido      | 136.83 |            | 75.56 (13) | 45.03 (19) | 91.80 (14) |
| 17                                                    | Clemens Brummer       | Alemanha         | 131.38 | 77.20 (11) |            | 48.74 (15) | 82.64 (20) |
| 18                                                    | Moris Pfeifhofer      | Suíça            | 130.88 |            | 80.64 (11) | 48.04 (17) | 82.84 (19) |
| 19                                                    | Paolo Bacchini        | Itália           | 130.63 | 88.46 (8)  |            | 43.28 (22) | 87.35 (17) |
| 20                                                    | Valtter Virtanen      | Finlândia        | 129.08 | 78.22 (10) |            | 44.59 (20) | 84.49 (18) |
| 21                                                    | Vitali Sazonets       | Ucrânia          | 121.08 | 73.18 (12) |            | 43.00 (23) | 78.08 (21) |
| 22                                                    | Luka Čadež            | Eslovênia        | 117.08 | 72.16 (13) |            | 44.29 (21) | 72.79 (22) |
| 23                                                    | Michael Chrolenko     | Noruega          | 107.18 | 66.32 (15) |            | 41.08 (24) | 66.10 (23) |
| WD                                                    | Alexander Uspenski    | Rússia           | 50.00  |            | 113.30 (1) | 50.00 (14) | — (WD)     |
| Não avançaram para a patinação livre / programa longo |                       |                  |        |            |            |            |            |
| 25                                                    | Wesley Campbell       | Estados Unidos   | 39.24  |            | 90.28 (9)  | 39.24 (25) |            |
| 26                                                    | Tomáš Janečko         | República Tcheca | 38.40  |            | 88.30 (10) | 38.40 (26) |            |
| 27                                                    | Georgi Kenchadze      | Bulgária         | 35.81  |            | 68.98 (14) | 35.81 (27) |            |
| 28                                                    | Taras Rajec           | Eslováquia       | 35.43  |            | 78.06 (12) | 35.43 (28) |            |
| 29                                                    | Tomas Katukevicius    | Lituânia         | 32.42  |            | 68.78 (15) | 32.42 (29) |            |
| WD                                                    | Sergei Voronov        | Rússia           | —      |            | 96.34 (6)  | — (WD)     |            |
| Não avançaram para o programa curto                   |                       |                  |        |            |            |            |            |
| 31                                                    | Evgeni Krasnapolski   | Israel           | —      | 65.54 (16) |            |            |            |
| 31                                                    | Robert McNamara       | Austrália        | —      |            | 64.72 (16) |            |            |
| 33                                                    | Boris Martinec        | México           | —      | 62.72 (17) |            |            |            |
| 33                                                    | Joel Watson           | Nova Zelândia    | —      |            | 60.00 (17) |            |            |
| 35                                                    | Miguel Angel Moyron   | Croácia          | —      | 57.08 (18) |            |            |            |
| 35                                                    | Justin Pietersen      | África do Sul    | —      |            | 58.88 (18) |            |            |
| 37                                                    | Zoltán Kelemen        | Romênia          | —      | 47.94 (19) |            |            |            |
| 37                                                    | Kutay Eryoldas        | Turquia          | —      |            | 56.06 (19) |            |            |
| 39                                                    | Phanyaluck Raisuksiri | Tailândia        | —      | 33.20 (20) |            |            |            |
| 39                                                    | Andy Chen             | Taipé Chinesa    | —      |            | 49.58 (20) |            |            |

### Individual feminino
| Pos.                                                  | Nome                   | Nacionalidade  | Pontos | QA         | QB         | PC         | PL         |
| ----------------------------------------------------- | ---------------------- | -------------- | ------ | ---------- | ---------- | ---------- | ---------- |
| Medalha de ouro                                       | Mao Asada              | Japão          | 179.24 | 112.32 (1) |            | 60.11 (1)  | 119.13 (1) |
| Medalha de prata                                      | Kim Yuna               | Coreia do Sul  | 158.93 |            | 102.98 (1) | 48.67 (6)  | 110.26 (2) |
| Medalha de bronze                                     | Emily Hughes           | Estados Unidos | 147.89 |            | 83.12 (6)  | 51.42 (5)  | 96.47 (3)  |
| 4                                                     | Kimmie Meissner        | Estados Unidos | 146.63 | 81.94 (4)  |            | 52.67 (3)  | 93.96 (4)  |
| 5                                                     | Elene Gedevanishvili   | Geórgia        | 139.11 | 70.28 (6)  |            | 48.42 (7)  | 90.69 (5)  |
| 6                                                     | Alissa Czisny          | Estados Unidos | 136.99 | 69.26 (8)  |            | 52.91 (2)  | 84.08 (8)  |
| 7                                                     | Xu Binshu              | China          | 136.22 | 85.12 (3)  |            | 51.61 (4)  | 84.61 (7)  |
| 8                                                     | Mira Leung             | Canadá         | 132.66 |            | 91.92 (2)  | 43.22 (12) | 89.44 (6)  |
| 9                                                     | Aki Sawada             | Japão          | 130.49 | 93.38 (2)  |            | 47.77 (8)  | 82.72 (9)  |
| 10                                                    | Kiira Korpi            | Finlândia      | 126.63 |            | 88.12 (4)  | 43.93 (11) | 82.70 (10) |
| 11                                                    | Amanda Billings        | Canadá         | 121.35 | 79.42 (5)  |            | 45.93 (9)  | 75.42 (12) |
| 12                                                    | Veronika Kropotina     | Rússia         | 119.75 |            | 77.82 (7)  | 45.85 (10) | 73.90 (13) |
| 13                                                    | Lilia Biktagirova      | Rússia         | 113.54 |            | 89.32 (3)  | 36.45 (22) | 77.09 (11) |
| 14                                                    | Akiko Kitamura         | Japão          | 111.02 |            | 83.34 (5)  | 38.91 (17) | 72.11 (15) |
| 15                                                    | Amanda Nylander        | Suécia         | 110.20 | 69.80 (7)  |            | 36.78 (21) | 73.42 (14) |
| 16                                                    | Valentina Marchei      | Itália         | 104.74 |            | 70.94 (8)  | 40.60 (15) | 64.14 (18) |
| 17                                                    | Ekaterina Proyda       | Ucrânia        | 104.64 |            | 63.08 (11) | 40.84 (14) | 63.80 (19) |
| 18                                                    | Isabelle Nylander      | Suécia         | 103.08 |            | 61.82 (12) | 33.59 (24) | 69.49 (16) |
| 19                                                    | Nadège Bobillier       | França         | 102.43 |            | 66.80 (9)  | 37.32 (19) | 65.11 (17) |
| 20                                                    | Jelena Glebova         | Estônia        | 100.64 | 53.80 (15) |            | 39.75 (16) | 60.89 (22) |
| 21                                                    | Tammy Sutan            | Tailândia      | 100.53 |            | 59.94 (13) | 38.05 (18) | 62.48 (21) |
| 22                                                    | Tamar Katz             | Israel         | 98.00  | 57.68 (12) |            | 41.95 (13) | 56.05 (24) |
| 23                                                    | Radka Bártová          | Eslováquia     | 97.85  | 61.12 (9)  |            | 34.47 (23) | 63.38 (20) |
| 24                                                    | Ilona Senderek         | Polônia        | 96.58  |            | 65.18 (10) | 36.81 (20) | 59.77 (23) |
| Não avançaram para a patinação livre / programa longo |                        |                |        |            |            |            |            |
| 25                                                    | Cindy Carquillat       | Suíça          | 33.34  | 59.20 (11) |            | 33.34 (25) |            |
| 26                                                    | Bianka Padar           | Hungria        | 32.81  | 59.52 (10) |            | 32.81 (26) |            |
| 27                                                    | Emily Naphtal          | México         | 31.13  |            | 54.34 (14) | 31.13 (27) |            |
| 28                                                    | Jody Annandale         | Reino Unido    | 29.27  |            | 52.82 (15) | 29.27 (28) |            |
| 29                                                    | Phoebe Di Tommaso      | Austrália      | 29.11  | 54.30 (14) |            | 29.11 (29) |            |
| 30                                                    | Jocelyn Ho             | Taipé Chinesa  | 27.97  | 54.36 (13) |            | 27.97 (30) |            |
| Não avançaram para o programa curto                   |                        |                |        |            |            |            |            |
| 31                                                    | Anna Bernauer          | Luxemburgo     | —      | 50.34 (16) |            |            |            |
| 31                                                    | Tünde Sepa             | Hungria        | —      |            | 52.36 (16) |            |            |
| 33                                                    | Sharon Resseler        | Países Baixos  | —      | 49.18 (17) |            |            |            |
| 33                                                    | Kathrin Freudelsperger | Áustria        | —      |            | 47.80 (17) |            |            |
| 35                                                    | Maria Balaba           | Letônia        | —      | 45.82 (18) |            |            |            |
| 35                                                    | Megan Allely           | África do Sul  | —      |            | 46.42 (18) |            |            |
| 37                                                    | Inmaculada Robledo     | Espanha        | —      | 45.46 (19) |            |            |            |
| 37                                                    | Maria Dikanovic        | Croácia        | —      |            | 46.24 (19) |            |            |
| 39                                                    | Roxana Boamfa          | Romênia        | —      | 43.62 (20) |            |            |            |
| 39                                                    | Nina Ivanova           | Bulgária       | —      |            | 45.40 (20) |            |            |
| 41                                                    | Beril Bektas           | Turquia        | —      | 41.34 (21) |            |            |            |
| 41                                                    | Rūta Gajauskaitė       | Lituânia       | —      |            | 41.30 (21) |            |            |
| 43                                                    | Emma Hagieva           | Azerbaijão     | —      | 37.06 (22) |            |            |            |
| WD                                                    | Melissandre Fuentes    | Andorra        | —      |            | — (WD)     |            |            |

### Duplas
| Pos.              | Nome                             | Nacionalidade    | Pontos | PC         | PL         |
| ----------------- | -------------------------------- | ---------------- | ------ | ---------- | ---------- |
| Medalha de ouro   | Maria Mukhortova / Maxim Trankov | Rússia           | 150.91 | 52.58 (3)  | 98.33 (1)  |
| Medalha de prata  | Jessica Dubé / Bryce Davison     | Canadá           | 146.56 | 53.89 (2)  | 92.67 (2)  |
| Medalha de bronze | Tatiana Kokoreva / Egor Golovkin | Rússia           | 144.12 | 54.46 (1)  | 89.66 (3)  |
| 4                 | Mariel Miller / Rockne Brubaker  | Estados Unidos   | 139.64 | 51.54 (4)  | 88.10 (5)  |
| 5                 | Angelika Pylkina / Niklas Hogner | Suécia           | 138.01 | 48.39 (5)  | 89.62 (4)  |
| 6                 | Elena Efaieva / Alexei Menshikov | Rússia           | 131.16 | 44.27 (10) | 86.89 (6)  |
| 7                 | Michelle Cronin / Brian Shales   | Canadá           | 130.35 | 44.72 (9)  | 85.63 (7)  |
| 8                 | Meagan Duhamel / Ryan Arnold     | Canadá           | 129.95 | 47.86 (6)  | 82.09 (8)  |
| 9                 | Julia Vlassov / Drew Meekins     | Estados Unidos   | 121.10 | 45.42 (7)  | 75.68 (9)  |
| 10                | An Ni / Wu Yiming                | China            | 113.90 | 40.57 (11) | 73.33 (10) |
| 11                | Stacey Kemp / David King         | Reino Unido      | 109.52 | 39.71 (12) | 69.81 (11) |
| 12                | Alina Dikhtiar / Filip Zalevski  | Ucrânia          | 105.46 | 38.40 (13) | 67.06 (12) |
| 13                | Klara Zoubkova / Miroslav Verner | República Tcheca | 98.08  | 36.01 (15) | 62.07 (13) |
| 14                | Julia Goreeva / Roman Talan      | Ucrânia          | 94.57  | 38.24 (14) | 56.33 (14) |
| WD                | Rebecca Handke / Daniel Wende    | Alemanha         | 44.81  | 44.81 (8)  | — (WD)     |

### Dança no gelo
| Pos.                             | Nome                                    | Nacionalidade    | Pontos | DC         | DO         | DL         |
| -------------------------------- | --------------------------------------- | ---------------- | ------ | ---------- | ---------- | ---------- |
| Medalha de ouro                  | Morgan Matthews / Maxim Zavozin         | Estados Unidos   | 187.51 | 39.89 (1)  | 58.89 (1)  | 88.73 (1)  |
| Medalha de prata                 | Tessa Virtue / Scott Moir               | Canadá           | 183.42 | 36.91 (2)  | 58.33 (2)  | 88.18 (2)  |
| Medalha de bronze                | Anastasia Gorshkova / Ilia Tkachenko    | Rússia           | 167.22 | 34.58 (4)  | 55.35 (3)  | 77.29 (4)  |
| 4                                | Alexandra Zaretski / Roman Zaretski     | Israel           | 165.76 | 36.58 (3)  | 52.82 (4)  | 76.36 (5)  |
| 5                                | Natalia Mikhailova / Arkadi Sergeev     | Rússia           | 162.08 | 33.92 (7)  | 50.42 (6)  | 77.74 (3)  |
| 6                                | Anastasia Platonova / Andrei Maximishin | Rússia           | 160.40 | 34.02 (6)  | 50.90 (5)  | 75.48 (6)  |
| 7                                | Siobhan Karam / Joshua McGrath          | Canadá           | 153.45 | 32.26 (8)  | 47.97 (7)  | 73.22 (7)  |
| 8                                | Trina Pratt / Todd Gilles               | Estados Unidos   | 143.92 | 32.06 (9)  | 40.34 (16) | 71.52 (8)  |
| 9                                | Camilla Pistorello / Luca La Notte      | Itália           | 136.66 | 30.48 (10) | 44.14 (11) | 62.04 (12) |
| 10                               | Kamila Hájková / David Vincour          | República Tcheca | 136.53 | 29.07 (14) | 44.52 (9)  | 62.94 (11) |
| 11                               | Petra Pachlova / Petr Knoth             | República Tcheca | 135.69 | 29.40 (13) | 42.28 (12) | 64.01 (9)  |
| 12                               | Rina Thieleke / Sascha Rabe             | Alemanha         | 134.10 | 26.59 (19) | 44.33 (10) | 63.18 (10) |
| 13                               | Pernelle Carron / Edouard Dezutter      | França           | 131.67 | 29.86 (11) | 41.57 (14) | 60.24 (13) |
| 14                               | Huang Xintong / Zheng Xun               | China            | 131.45 | 29.58 (12) | 41.97 (13) | 59.90 (14) |
| 15                               | Grethe Grünberg / Kristian Rand         | Estônia          | 126.85 | 27.80 (16) | 39.89 (17) | 59.16 (15) |
| 16                               | Joanna Budner / Jan Mościcki            | Polônia          | 124.42 | 26.73 (18) | 40.49 (15) | 57.20 (16) |
| 17                               | Alina Saprikina / Pavel Khimich         | Ucrânia          | 119.21 | 27.76 (17) | 38.08 (18) | 53.37 (17) |
| 18                               | Elena Georgieva / Mikhail Tikhonravov   | Ucrânia          | 112.02 | 24.90 (20) | 35.25 (21) | 51.87 (18) |
| 19                               | Kayla Nicole Frey / Deividas Stagniūnas | Lituânia         | 105.91 | 23.48 (21) | 36.03 (20) | 46.40 (20) |
| 20                               | Nora von Bergen / Boris Räber           | Suíça            | 103.76 | 21.38 (23) | 33.18 (22) | 49.20 (19) |
| 21                               | Olivia Lalatka / Gabor Balint           | Hungria          | 99.56  | 22.59 (22) | 31.31 (23) | 45.66 (21) |
| 22                               | Anna Galcheniuk / Oleg Krupen           | Bielorrússia     | 93.96  | 19.41 (25) | 31.07 (24) | 43.48 (22) |
| WD                               | Anna Cappellini / Matteo Zanni          | Itália           | 81.67  | 34.58 (4)  | 47.09 (8)  | — (WD)     |
| WD                               | Zsuzsanna Nagy / György Elek            | Hungria          | 65.82  | 27.96 (15) | 37.86 (19) | — (WD)     |
| Não avançaram para a dança livre |                                         |                  |        |            |            |            |
| 25                               | Simona Kopsova / Gabriel Mistelbauer    | Áustria          | 46.75  | 19.79 (24) | 26.96 (26) |            |
| 26                               | Danielle O'Brien / Gregory Merriman     | Austrália        | 45.75  | 16.81 (26) | 28.94 (25) |            |
| 27                               | Ina Demireva / Tsvetan Georgiev         | Bulgária         | 36.31  | 13.16 (27) | 23.15 (27) |            |

## Quadro de medalhas
| Ordem | País           | Medalha de ouro | Medalha de prata | Medalha de bronze |    | Ordem por total |
| ----- | -------------- | --------------- | ---------------- | ----------------- | -- | --------------- |
| 1     | Japão          | 2               |                  |                   | 2  | 2               |
| 2     | Rússia         | 1               |                  | 3                 | 4  | 1               |
| 3     | Estados Unidos | 1               |                  | 1                 | 2  | 2               |
| 3     | Canadá         |                 | 2                |                   | 2  | 2               |
| 6     | Coreia do Sul  |                 | 1                |                   | 1  | 5               |
| 6     | França         |                 | 1                |                   | 1  | 5               |
| TOTAL | TOTAL          | 4               | 4                | 4                 | 12 | —               |